# Línea G4 (TUVISA)
La línea G4 de TUVISA de Vitoria une el centro de la Ciudad con el barrio de Sansomendi.

## Características
Esta línea conecta el Centro de Vitoria con el Barrio de Sansomendi y el de Lakua, las noches de los viernes, los sábados y la de las vísperas de los festivos.
La línea entró en funcionamiento a finales de octubre de 2009, como todas las demás líneas de TUVISA, cuándo el mapa de transporte urbano en la ciudad fue modificado completamente. En octubre de 2013, empezó a dar servicio a los barrios de Borinbizkarra y Elejalde.

### Frecuencias
| noche viernes                        |        |
| de 23:00 a 06:00                     | 30 min |
| Sin servicio a las 03:30             |        |
| noche sábados y vísperas de festivos |        |
| de 24:00 a 07:00                     | 30 min |
| Sin servicio a las 03:30             |        |

## Recorrido
La Línea comienza su recorrido en la Catedral, Calle del Monseñor Cadena y Eleta. Desde este punto se dirige a la Calle Mikaela Portilla dónde mediante la Calle Lascaray, accede a la Avenida de Gasteiz. Gira a la izquierda y entra en Beato Tomás de Zumárraga y en la Avenida de los Huetos. Desde aquí, gira a la izquierda por la Calle Henry Morton Stanley, para después llegar a la Calle Océano Pacífico y Calle Bremen. Accede después a la Calle Antonio Machado, y después a la Calle Pamplona, dónde gira a la derecha para entrar a la Calle Baiona. Tras un nuevo giro a la derecha, accede a la Calle Donosti, al final de esta, gira a la derecha hacia el Bulevar de Euskal Herria. Tras un giro a izquierda, entra a la Calle José Atxotegui y México. Dónde busca la Calle Pedro Asúa y Adriano VI. Tras pasar por esta última vía, accede a la Plaza de Lovaina y Magdalena. Dónde gira a la derecha y retorna al punto inicial en la Catedral.

## Paradas
| KBHFa |

| HST |

| HST |

| HST |

| HST |

| STRo |

| HST |

| HST |

| HST |

| HST |

| HST |

| HST |

| HST |

| HST |

| HST |

| HST |

| HST |

| HST |

| HST |

| HST |

| KBHFe |

| KBHFa |

| HST |

| HST |

| HST |

| HST |

| STRo |

| HST |

| HST |

| HST |

| HST |

| HST |

| HST |

| HST |

| HST |

| HST |

| HST |

| HST |

| HST |

| HST |

| HST |

| KBHFe |

| KBHFa |

| HST |

| HST |

| HST |

| HST |

| STRo |

| HST |

| HST |

| HST |

| HST |

| HST |

| HST |

| HST |

| HST |

| HST |

| HST |

| HST |

| HST |

| HST |

| HST |

| KBHFe |

| KBHFa |

| HST |

| HST |

| HST |

| HST |

| STRo |

| HST |

| HST |

| HST |

| HST |

| HST |

| HST |

| HST |

| HST |

| HST |

| HST |

| HST |

| HST |

| HST |

| HST |

| KBHFe |